# Marianna Ivashina

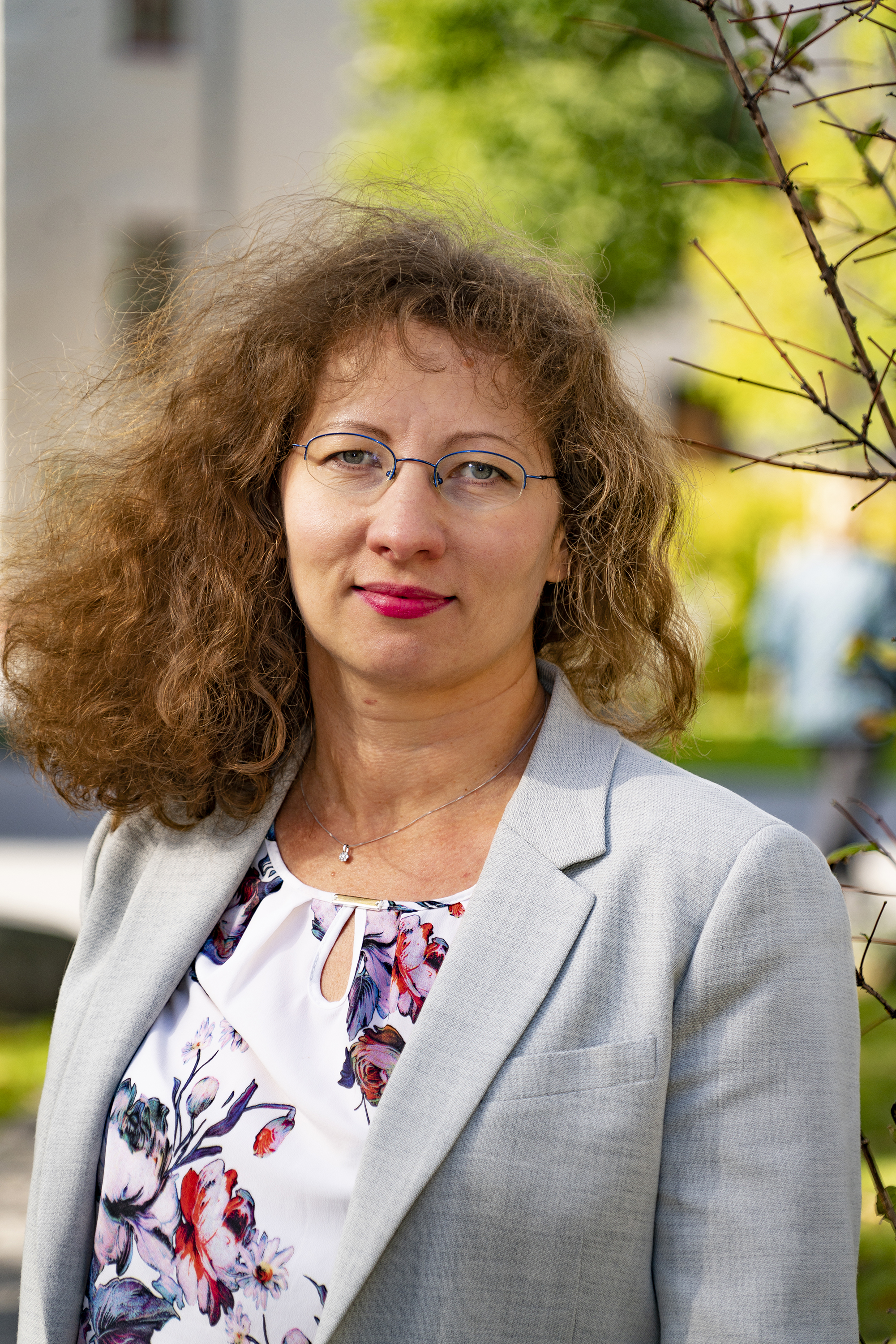
Marianna Ivashina

Marianna Ivashina, född 1975, är professor och ledare för forskargruppen antennsystem vid Chalmers tekniska högskola, Göteborg.
Marianna Ivashina doktorerade i elektroteknik vid det tekniska universitetet i Sevastopol, Ukraina, 2001. Åren 2001 till 2010 var hon verksam vid holländska ASTRON, Netherlands Institute for Radio Astronomy, där hon forskade inom området Phased Array Feed (PAF). Sedan 2017 är Marianna Ivashina professor i antennsystem vid Chalmers och även forskargruppsledare för Antennsystem inom avdelningen Kommunikations- och antennsystem vid institutionen för elektroteknik på Chalmers.
Hon är biträdande projektledare för Vinnovas kompetenscentrum  ChaseOn, som samlar forskare från akademi, industri och offentlig sektor för att bedriva forskning på antennsystem för kommunikation, sensorsystem, transport och medicinsk teknik.